# 1R villamos (Nagyvárad)
A nagyváradi 3-as  villamos (korábbi nevén piros 1-es, vagy 1 roșu, 1R) a Pod CFR és a belváros között. A járatot az OTL SA üzemelteti. A belvárost az 1-es villamossal ellentétes irányban kerüli meg. A Decebal híd után érinti a Szent László teret, a Nagyvásárteret és a központi pályaudvart, majd visszaér a Pod CFR végállomáshoz.

## Története
A nagyváradi villamosüzem 1906-os megnyitásakor az 1-es számot a Nagyállomás (ma Gara Centrală) és a Várad-velencei vasútállomás (ma Gara de Est) közötti viszonylat kapta. A velencei szakaszon már 1866 óta folyt gőzüzemű teherszállítás, ami a villamosítás után is megmaradt egészen 1994-ig.
A járat útvonala az alábbi volt: Nagyállomás - Fő (ma Republicii/Köztársaság) utca - Bémer (ma Ferdinánd király) tér - Kishíd (ma Szent László-híd), Szent László (ma Unirii/Egyesülés) tér - Kossuth (ma Independenței/Függetlenség) utca Nagyvásár (December 1.) téren - Kolozsvári út (Calea Clujului)- Várad-Velencei pályaudvar.
1907-ben a járatot a Szent László téren kettéosztották, a viszonylatokat betűvel jelölik, a Nagyállomás ága az A, a velencei ág a B jelzést kapta.
Előfordult, hogy a B jelzésű szerelvények olykor a Nagyállomásig közlekedtek.
1927-34 között a Nagyállomás és a Bémer tér között kétvágányúsították a vonalat.
Az 50-es években visszatértek a viszonylatszámokhoz, így a járat visszakapja eredeti jelzését.
A 60-as években az új Electroputere-villamosok érkezése miatt vonalkorrekciókra került sor: a Nagyállomásnál hurokvágány épült, a Fő utcán csak egy vágány maradt, a másik irány a Sztaroveszky (ma Gheorghe Magheru) utcára került. Így létrejött Nagyvárad első villamos körforgalma:
Szent László (Unirii) tér - Kishíd - Bémer (Ferdinánd király) tér - Közkórház - Nagyállomás - Közkórház - Sztaroveszky (Magheru) utca - Baross (Dacia) híd - Nagypiactér (December 1. tér) - Kossuth (Independenței) utca - Szent László (Unirii) tér. 
1972-ben  az 1-es villamos az épülő Rogériusz negyedig, a Gyermekkórházig (ma Gavril Curteanu Városi Kórház) hosszabbodott, az Olimpiadei és Berzei, valamint Ostașilor (ma Corneliu Coposu) utcán át. 1978-ban a Fő utca nagy részét korzóvá alakították, így a villamosforgalom mindkét irányban a Magheru utcára kerül. A járat délen az Őssi negyedig hosszabbodott az alábbi útvonalon: Teleky (Primăriei) utca - Aradi út (Calea Aradului) - Aviatorilor u. - Lipovei u. - Őssi vá. 
1981-től a járat a Transilvaniei utcán és a Dacia (akkor Március 6.) sugárúton át a mai vasúti hídi végállomásig hosszabbodott, rá egy évre pedig üzembe helyezték a borsi úti, a Sinteza gyárig tartó szakaszt is.
A Decebal sugárúti munkák miatt, előkészítvén a későbbi körforgalmat, a vonal déli végállomása a Decebal sugárút és az Aradi út sarkára került. A ma ismert körjárat 1986-ban indult el: a fekete egyesek (1N) az óramutató járásával megegyező, míg a piros egyesek (1R) ezzel ellentétes irányban közlekednek.
2003-tól csúcsidőn kívül ingajárat közlekedik a Vasúti Híd és a Sinteza között.
2024 februárjától 3-as számmal közlekedik tovább

## Útvonala
| Pod CFR → Gara Centrală → Decebal → Pod CFR |
| --- |
| Pod CFR vá. – Bulevardul Dacia – Strada Transilvaniei – Strada Corneliu Coposu – Strada Eroul Necunoscut – Bulevardul Decebal – Podul Decebal – Bulevardul Decebal – Strada Primăriei – Strada Independenței – Podul Dacia – Strada Republicii – Strada Berzei – Strada Olimpiadei – Strada Corneliu Coposu – Strada Transilvaniei – Bulevardul Dacia – Pod CFR vá. |

## Megállóhelyek és átszállási lehetőségek
Az átszállási kapcsolatok között az 1N jelzésű villamos nincsen feltüntetve, mivel ugyanazon az útvonalon közlekednek, csak a belvárost ellenkező irányban járják körbe.
| 1R (Pod CFR → Decebal → Gara Centrală → Pod CFR) |                                             |                                                  |
| sz.                                              | Megállóhely                                 | Átszállási kapcsolatok                           |
| 0                                                | Pod CFR                                     | 4N, 4R, 8 14, 17, 21N, 24, 26, 27                |
| 1                                                | Dacia Zig-Zag                               | 4N, 4R, 8 17, 19, 26, 27, 612                    |
| 2                                                | Piața Rogerius                              | 4N, 4R, 8 19, 21N, 21R, 22                       |
| 3                                                | Corneliu Coposu (Vitéz János utca)          | 4N, 4R 19                                        |
| 4                                                | Olosig (volt Olaszi Temető)                 | 3N, 3R, 4N, 4R, 8 19                             |
| 5                                                | Bulevardul Dacia (Vitéz utca)               | 3N, 3R, 4N, 4R, 8 17, 22, 26, 27, 612            |
| 6                                                | Piața Decebal                               | 3N, 3R, 4N, 4R, 8 19, 21N, 21R                   |
| 7                                                | Podul Decebal                               | 3N, 3R, 4N, 4R, 8                                |
| 8                                                | Biserica Emanuel                            | 2, 3N, 3R, 4N, 4R, 8 19, 20, 21N, 21R, 23        |
| 9                                                | Universitate Partium (Damjanich János utca) | 2, 3N, 3R, 4N, 4R                                |
| 10                                               | Biserica Sf. Ladislau (Szent László tér)    | 2, 3N, 3R, 4N, 4R 12, 14, 20                     |
| 11                                               | Piața 1 Dec (Nagyvásártér)                  | 2, 3N, 3R, 4N, 4R 10, 12, 13, 15, 16, 17, 20, 23 |
| 12                                               | Emanuil Gojdu                               | 2, 3N, 3R, 4N, 4R 10, 12, 13, 15, 16, 17, 20, 23 |
| 13                                               | Podul Dacia                                 | 3N, 3R, 4N, 4R 13, 15, 17                        |
| 14                                               | Magazinul Crișul                            | 3N, 3R, 4N, 4R 13, 17                            |
| 15                                               | Gara Centrală (Központi pályaudvar)         | 3N, 3R, 4N, 4R 11, 18, 17, 22                    |
| 16                                               | Stadion                                     | 3N, 3R, 4N, 4R                                   |
| 17                                               | Olosig (volt Olaszi Temető)                 | 3N, 3R, 4N, 4R, 8 19                             |
| 18                                               | Corneliu Coposu (Vitéz János utca)          | 4N, 4R, 8 19                                     |
| 19                                               | Piața Rogerius                              | 4N, 4R, 8 19, 21N, 21R, 22                       |
| 20                                               | Dacia Zig-Zag                               | 4N, 4R, 8 17, 19, 26, 27, 612                    |
| 21                                               | Pod CFR                                     | 4N, 4R, 8 1NS 14, 17, 21N, 24, 26, 27            |